# Feisnecksee
Der Feisnecksee, auch (die) Feisneck genannt, liegt am südöstlichen Stadtrand von Waren im Nordwesten des Müritz-Nationalparkes im Landkreis Mecklenburgische Seenplatte in Südostmecklenburg. Mit der nordwestlich liegenden Binnenmüritz wird der See durch einen sehr schmalen, flachen und nicht mit Booten befahrbaren Graben verbunden. Die Fahrbahn führt hier über eine kleine von Großfahrzeugen nur einspurig befahrbare Brücke. Die Landbrücke ist an dieser Stelle etwa 150 Meter breit. Der See ist ein typischer glazialer Rinnensee und durch eine Einschnürung und die nördlich davon liegende größere Burgwallinsel in ein Nord- und ein Südbecken geteilt. Er ist ungefähr 3100 Meter lang und 600 Meter breit. Das Seeufer ist komplett von einem Schilfgürtel umgeben und im Süden bewaldet. Am Nordteil des Sees befindet sich eine Badestelle. Das Angeln ist nur mit Sondergenehmigung gestattet, da der See im Nationalpark liegt. Von der Jugendherberge Waren am Nordufer des Sees kann die Feisneck auf einem gut 8 km langen Wanderweg umrundet werden.